# جوزيف فريدريك غرين
جوزيف فريدريك غرين (بالإنجليزية: Joseph Frederick Green)‏ هو سياسي بريطاني (وحمل سابقاً جنسية المملكة المتحدة لبريطانيا العظمى وأيرلندا)، ولد في 5 يوليو 1855، وتوفي في 1 مايو 1932. في الانتخابات العمومية البريطانية 1918 ‏، انتخب عضو برلمان المملكة المتحدة الـ31 عن دائرة Leicester West ‏ (14 ديسمبر 1918 – 26 أكتوبر 1922).